# Éditions L'Interligne
Les Éditions l'Interligne sont une maison d'édition franco-ontarienne d'Ottawa fondée en 1981.

## Histoire
La maison d’édition est fondée le 12 avril 1981, alors que se développe la littérature franco-ontarienne et ouvrent diverses maisons d’édition en langue française en Ontario, comme les Éditions Prise de parole en 1973 et les Éditions du Vermillon en 1982. À ses débuts, la maison d’édition est principalement orientée vers l’histoire et le patrimoine. Ses objectifs sont alors les suivants « d'une part, faire connaître l'actualité culturelle ainsi que la créativité artistique qui caractérisent l'Ontario français, et, d'autre part, [...] mettre en valeur le patrimoine culturel et historique des Franco-Ontariens et Franco-Ontariennes » Elle publie ainsi Le Discours franco-ontarien et Nos parlementaires. La maison d’édition se réoriente en 1997 vers la fiction.

## Genres et collections
Les Éditions l’Interligne publient surtout des œuvres d’écrivains franco-ontariens ou de l’Outaouais (Québec) québécois, d’origine canadienne-française mais également de francophones d’origines diverses. Elle publie du matériel pédagogique pour les écoles françaises de l’Ontario. Les principales collections sont « Amarres », « Cavales », « Fugues/Paroles », « Horizons », « Synapses et « Vertiges » .
La maison d’édition publie également le périodique Liaison, créée en 1978 par le Théâtre Action d’Ottawa, avant la création des Éditions l’Interligne. Au début, la revue se concentre sur le théâtre et le cinéma mais dès les débuts des années 1980, sa portée s’élargit sur l’évolution de l’activité artistique des communautés francophones de l’Ontario, de l’Acadie et de l’Ouest canadien, que ce soit en chanson, en poésie, en littérature, en danse ou en arts visuels,

## Auteurs publiés
Les principaux auteurs publiés par les Éditions l’Interligne comprennent Michel Dallaire, Paul Savoie, Angèle Bassolé-Ouédraogo, Monia Mazigh, Maire-Ève Tremblay, Évelyne Voldeng, Gilles Dubois, Hélène Koscielniak, Laurent Poliquin, Françoise Lepage, Claude Guilmain.

## Structures
La structure de l'organisation comprend un Conseil d'administration et un Comité de rédaction pour la revue Liaison. 